# Induktiv sensor

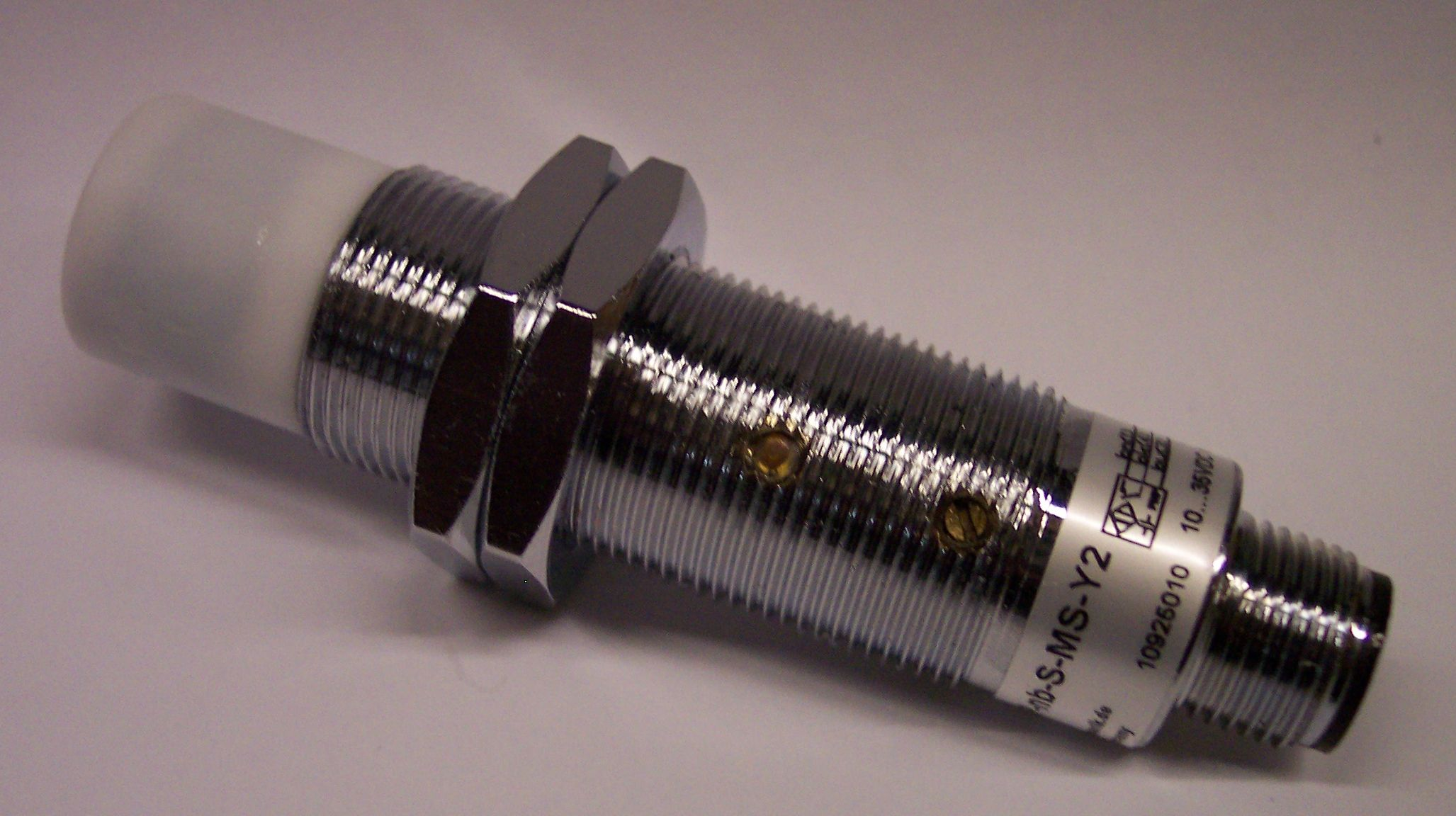
Induktiv sensor

En induktiv sensor består av:
1. Fältsensor
2. Oscillator
3. Demodulator
4. Vippa
5. Utgång

En induktiv sensor, även kallad induktiv givare, är en elektronisk lägesgivare som registrerar metalliska föremål utan vidrörelse.

## Teknik
Induktiva sensorer är uppbyggda med hjälp av en elektromagnetisk svängningskrets som består av en kondensator och en spole som producerar ett högfrekvent magnetfält vid den aktiva sensorn. Så snart ett elektriskt ledande föremål närmar sig denna yta absorberas en del av föremålets elektromagnetiska energi. Vilket bidrar till att en försvagning av magnetfältet vilket innebär att amplituden hos oscillatorn minskar. Eftersom det finns ett direkt förhållande mellan amplitud och avståndet hos de ledande föremål kan en signal skickas så snart föremålet har uppnått ett definierat arbetsavstånd.

## Användningsområden
Vanliga användningsområden för induktiva sensorer inkluderar metalldetektorer, trafikljus, biltvättar, och en mängd automatiserade industriella processer. Eftersom sensorerna inte kräver fysisk kontakt är de särskilt användbara för applikationer som exempelvis innefattar mycket smuts och vibrationer. Då sensorerna arbetar beröringsfritt utsätts de inte för mekanisk nötning.